# Latour-de-France (kanton)
Latour-de-France var en fransk kanton fra 1790 til 2015 beliggende i departementet Pyrénées-Orientales i regionen Languedoc-Roussillon. Kantonen blev nedlagt i forbindelse med en reform, der reducerede antallet af kantoner i Frankrig. Alle kantonens kommuner indgår nu i den nye kanton La Vallée de l'Agly.
Latour-de-France bestod i 2015 af 10 kommuner :
- Estagel
- Latour-de-France (hovedby)
- Tautavel
- Montner
- Bélesta
- Cassagnes
- Rasiguères
- Caramany
- Planèzes
- Lansac